# Kye Sun-hui
Kye Sun-hui (계순희?; Pyongyang, 28 febbraio 1971) è un'ex judoka nordcoreana.

## Palmarès

### Olimpiadi
- 3 medaglie:
  - 1 oro (Atlanta 1996 nei -48 kg)
  - 1 argento (Atene 2004 nei -57 kg)
  - 1 bronzo (Sydney 2000 nei -52 kg)

### Mondiali
- 6 medaglie:
  - 4 ori (Monaco di Baviera 2001 nei -52 kg; Osaka 2003 nei -57 kg; Il Cairo 2005 nei -57 kg; Rio de Janeiro 2007 nei -57 kg)
  - 1 argento (Parigi 1997 nei -52 kg)
  - 1 bronzo (Birmingham 1999 nei -52 kg)

### Giochi asiatici
- 2 medaglie:
  - 1 oro (Hiroshima 1998 nei -52 kg)
  - 1 bronzo (Busan 2002 nei -52 kg)

### Campionati asiatici
- 2 medaglie:
  - 2 ori (Osaka 1997 nei -57 kg; Osaka 1999 nei -52 kg)